# Carlo III di Navarra

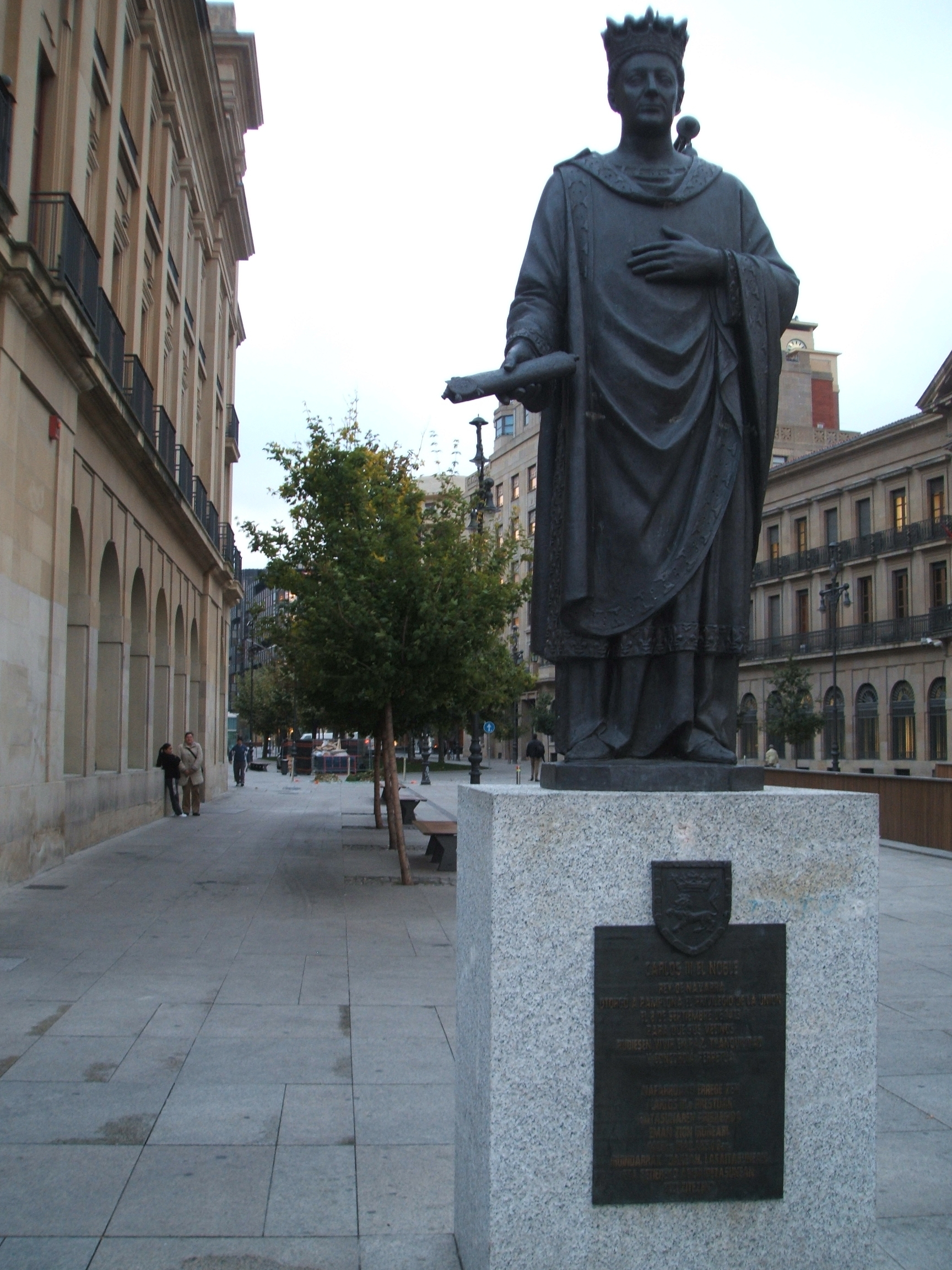
Statua di Carlo III nel viale che porta il suo nome a Pamplona.

Carlo III di Navarra, detto il Nobile (Mantes-la-Jolie, 22 luglio 1361 – Olite, 8 settembre 1425), fu re di Navarra dal 1387 fino alla sua morte, conte di Évreux dal 1387 al 1404 e duca di Nemours dal 1404 fino alla sua morte.

## Origine
Carlo era il figlio maschio primogenito del re di Navarra e conte di Évreux Carlo II il Malvagio e di Giovanna di Francia, figlia del re di Francia Giovanni II il Buono e Bona di Lussemburgo.

## Biografia
Nel 1370, per garantire il buon comportamento di suo padre nei confronti del re di Francia, Carlo fu lasciato come ostaggio alla corte francese di Carlo V. Carlo rimase alla corte del re di Francia fino al 1381.
Nel 1373, per armonizzare i rapporti con la Castiglia, fu concordato il matrimonio di Carlo con Eleonora Enriquez, figlia secondogenita del re di Castiglia e León Enrico II di Trastamara e di Giovanna Manuele, figlia ultimogenita dello scrittore e uomo politico Giovanni Manuele di Castiglia, duca di Penafiel (discendente di Ferdinando III di Castiglia, che era suo nonno, mentre Alfonso X di Castiglia era suo zio) e della sua terza moglie, Bianca de la Cerda (1311 - 1347), figlia di Fernando de la Cerda (1272 - 1333) e di Giovanna Núñez di Lara (1286 - 1351), detta la Palomilla. Il matrimonio fu celebrato a Soria il 27 maggio 1375.
Nel 1378 il conte di Foix catturò alcuni agenti del re di Navarra e provò al re di Francia Carlo V il Saggio, che il re di Navarra, Carlo il Malvagio, nel 1370, poi nel 1372 e infine nel 1378, aveva progettato la divisione del regno di Francia con il re d'Inghilterra e inoltre aveva organizzato un complotto per avvelenare Carlo V. Quest'ultimo senza esitare fece occupare i territori normanni del re di Navarra, proprio mentre Carlo il Nobile si trovava in Normandia per conto del padre, alla testa di una delegazione che avrebbe dovuto parlamentare venne con Carlo V. Carlo il Nobile, che continuava a essere in ostaggio del re di Francia, fu costretto a ripudiare il padre. Nel contempo la Navarra veniva attaccata dal re di Castiglia Enrico II di Trastamara, alleato della Francia, che l'invase, assediò Pamplona e tolse una quindicina di castelli a Carlo il Malvagio, che, sempre nel 1378, dovette subire l'umiliante pace della Castiglia (secondo trattato di Briones), dove riconobbe alla Castiglia la proprietà, per dieci anni, dei castelli conquistati dai castigliani.
Carlo il Nobile succedette al padre come Carlo III, re di Navarra e conte di Évreux, il 1º gennaio 1387, quando Carlo il Malvagio morì, avvolto dalle fiamme, a causa di un terribile incidente. Carlo fu incoronato a Pamplona il 13 febbraio 1390.

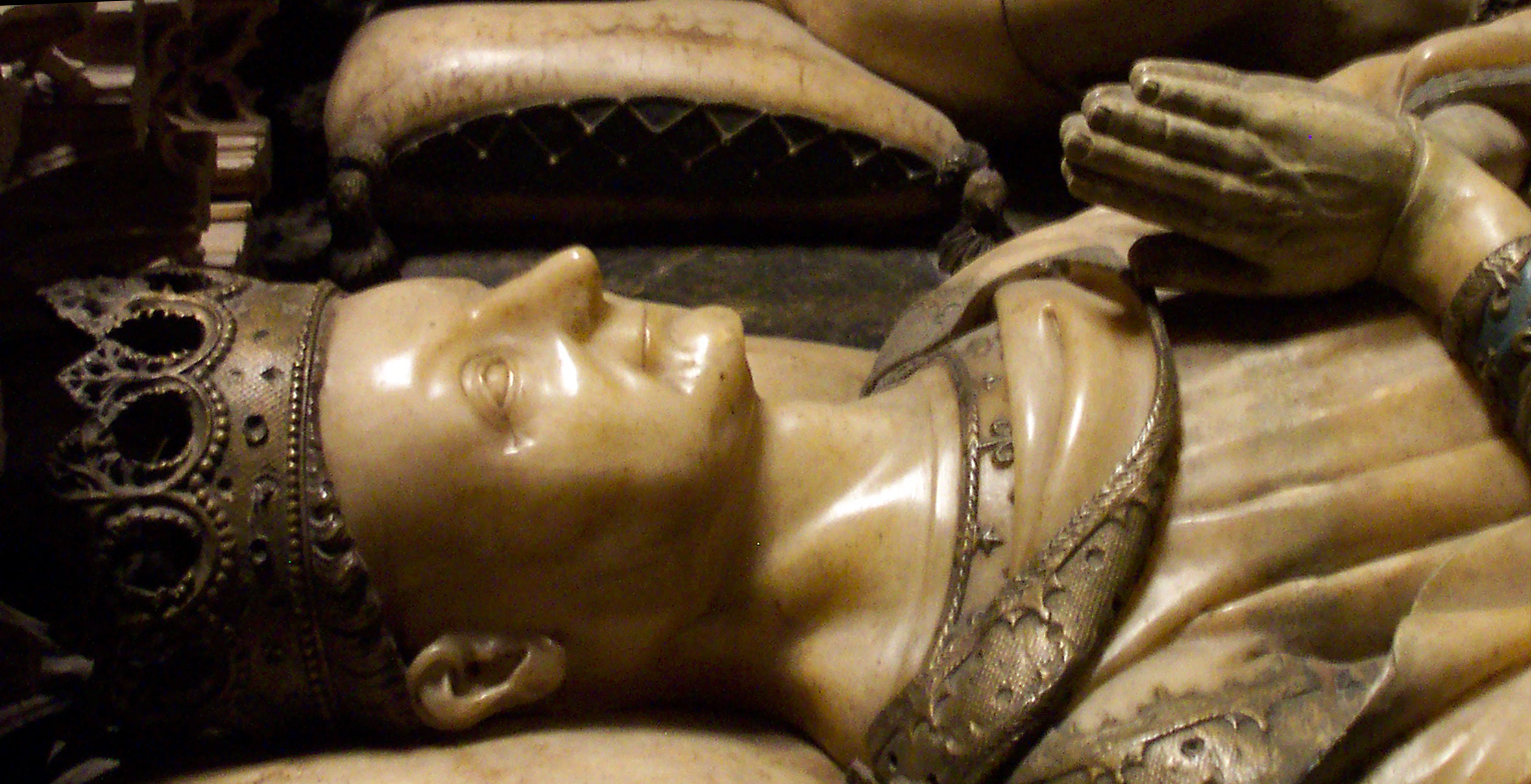
Statua sulla tomba di Carlo III, cattedrale di Pamplona.

Nel 1390 intervenne nella questione del grande scisma, aperto dalla doppia elezione del papa Urbano VI e dell'antipapa Clemente VII, entrambi eletti nel corso del 1378. Dopo avere inviato, negli anni precedenti, ambascerie a Avignone, Roma e Napoli, per ascoltare tutte le testimonianze dei cardinali presenti all'elezione di Urbano VI, il 6 febbraio 1390, pronunciò il consenso a Clemente VII. Carlo mantenne l'appoggio ai papi di Avignone sino al 1415, quando tolse l'appoggio all'antipapa Benedetto XIII ed inviò i suoi rappresentanti al concilio di Costanza per porre fine allo scisma d'Occidente.
Sempre nel 1390 la moglie Eleonora, con le figlie più piccole, ritornò in Castiglia, per la successione al trono, dopo la morte del fratello, Giovanni I di Trastamara, lasciando però la figlia primogenita, Giovanna, alla corte di Navarra, affinché Carlo la potesse educare come erede al trono di Navarra. Solo nel febbraio del 1395 il nuovo re di Castiglia, il nipote Enrico III, costrinse Eleonora a ritornare in Navarra.
Nei primi anni di regno Carlo aveva recuperato il rapporto con il cognato, il re di Castiglia, Giovanni I di Trastamara, tanto da partecipare ad alcune spedizioni contro il regno di Granada, pur continuando a mantenere buoni rapporti con il regno d'Inghilterra, tradizionale alleato di suo padre.
Inaugurando poi una politica matrimoniale migliorò i rapporti oltre che con la Castiglia anche con l'Aragona e con i vicini feudi francesi in special modo con i conti di Foix.
Dal 1397 al 1406 Carlo visse alla corte del re di Francia, Carlo VI il Beneamato, dove subì pressioni affinché rinunciasse definitivamente alle sue pretese sulle contee di Champagne e Brie e cedesse al regno di Francia le contee di Évreux e di Beaumont-le-Roger, finché, a Parigi, il 9 giugno 1404, rinunciò definitivamente alle contee succitate, migliorò le relazioni anche con la corte del re di Francia, tanto da ottenere in cambio il Ducato di Nemours.
Carlo, tornato definitivamente in Navarra nominò a tutte le più importanti cariche amministrative e di governo navarresi e non più francesi, come aveva fatto suo padre, portando il regno e quindi la casa di Évreux alla navarrizzazione; inoltre tra i suoi interventi si deve annoverare la creazione della «Cort» o tribunale supremo (1413).
Per l'erede al trono del regno di Navarra creò il titolo di Principe di Viana (1423) e il primo principe fu suo nipote Carlo. Protesse le arti, portò a termine la costruzione della cattedrale gotica di Pamplona e fece costruire i palazzi reali di Tafalla e di Olite. Morì a Olite l'8 settembre 1425, e fu sepolto nella cattedrale di Pamplona, dove raggiunse la moglie Eleonora, già deceduta da una decina d'anni.

## Discendenza
Carlo ed Eleonora ebbero nove figli; poi Carlo ebbe cinque figli illegittimi da Maria Miguel de Esparza; da un'altra amante, della quale non si conoscono né il nome né gli ascendenti, un figlio.
Da Eleonora ebbe:
- Giovanna di Navarra (1382- Béarn, luglio 1413), nel 1402 sposò il conte di Foix Giovanni I e divenne l'erede al trono di Navarra;
- Maria di Navarra (1383 - 6 gennaio 1406[9]);
- Bianca di Navarra (1385-1441), regina di Navarra, sposò, nel 1402 il re di Sicilia Martino I e in seconde nozze, nel 1419, il re d'Aragona Giovanni II di Trastamara, divenendo regina consorte della corona d'Aragona;
- Beatrice di Navarra (ca. 1386-1410), nel 1406, sposò il Conte di La Marche, Giacomo II di Borbone-La Marche che poi divenne anche re di Napoli;
- Una figlia (ca. 1386), gemella di Beatrice, morta alla nascita;
- Isabella di Navarra (1396-1435 oppure 1450) nel 1419 sposò Giovanni IV d'Armagnac;
- Carlo di Navarra (1397- 12 agosto 1402), dichiarato erede al trono nel 1398;
- Luigi di Navarra (1401- 14 ottobre 1402), fu erede al trono per due mesi;
- Margherita di Navarra (1403-tra il 1403 e il 1412).

Da Maria Miguel de Esparza ebbe:
- Lancillotto o Lanzarotto (1386-1420), religioso;
- Goffredo (1394-1429/1432), fu maresciallo del regno di Navarra e conte di Cortes, ma fu privato di tutti i suoi titoli e possedimenti, nel 1429, dalla sorellastra, Bianca e da Giovanni II. Sposò Teresa Ramirez che gli diede due figli;
- Giovanna (?-1456), che nel 1396 sposò Íñigo Ortiz de Zúñiga e nel 1420, in seconde nozze, il cugino Luigi de Beaumont, Conte di Lerín;
- Lionello (?- dopo il 1441);
- Maria, che fu suora.

Dall'amante ignota ebbe:
- Francesco (?-1418/1421).

## Ascendenza
|                        |                       |                        | Genitori                  |  |  | Nonni |  |  | Bisnonni       |  |  | Trisnonni              |  |
|                        |                       |                        |                           |  |  |       |  |  | Luigi d'Évreux |  |  | Filippo III di Francia |  |
|                        |                       |                        |                           |  |  |       |  |  | Luigi d'Évreux |  |  | Filippo III di Francia |  |
|                        |                       | Maria di Brabante      |                           |  |  |       |  |  | Luigi d'Évreux |  |  |                        |  |
| Filippo III di Navarra |                       |                        |                           |  |  |       |  |  | Luigi d'Évreux |  |  |                        |  |
|                        |                       | Margherita d'Artois    | Filippo d'Artois          |  |  |       |  |  |                |  |  |                        |  |
|                        |                       | Margherita d'Artois    | Filippo d'Artois          |  |  |       |  |  |                |  |  |                        |  |
|                        |                       | Margherita d'Artois    | Bianca di Bretagna        |  |  |       |  |  |                |  |  |                        |  |
| Carlo II di Navarra    |                       | Margherita d'Artois    |                           |  |  |       |  |  |                |  |  |                        |  |
|                        |                       | Luigi X di Francia     | Filippo IV di Francia     |  |  |       |  |  |                |  |  |                        |  |
|                        |                       | Luigi X di Francia     | Filippo IV di Francia     |  |  |       |  |  |                |  |  |                        |  |
|                        |                       | Luigi X di Francia     | Giovanna I di Navarra     |  |  |       |  |  |                |  |  |                        |  |
| Giovanna II di Navarra |                       | Luigi X di Francia     |                           |  |  |       |  |  |                |  |  |                        |  |
|                        |                       | Margherita di Borgogna | Roberto II di Borgogna    |  |  |       |  |  |                |  |  |                        |  |
|                        |                       | Margherita di Borgogna | Roberto II di Borgogna    |  |  |       |  |  |                |  |  |                        |  |
|                        |                       | Margherita di Borgogna | Agnese di Francia         |  |  |       |  |  |                |  |  |                        |  |
| Carlo III di Navarra   |                       | Margherita di Borgogna |                           |  |  |       |  |  |                |  |  |                        |  |
|                        | Filippo VI di Francia | Carlo di Valois        |                           |  |  |       |  |  |                |  |  |                        |  |
|                        | Filippo VI di Francia | Carlo di Valois        |                           |  |  |       |  |  |                |  |  |                        |  |
|                        | Filippo VI di Francia | Margherita d'Angiò     |                           |  |  |       |  |  |                |  |  |                        |  |
| Giovanni II di Francia | Filippo VI di Francia |                        |                           |  |  |       |  |  |                |  |  |                        |  |
|                        |                       | Giovanna di Borgogna   | Roberto II di Borgogna    |  |  |       |  |  |                |  |  |                        |  |
|                        |                       | Giovanna di Borgogna   | Roberto II di Borgogna    |  |  |       |  |  |                |  |  |                        |  |
|                        |                       | Giovanna di Borgogna   | Agnese di Francia         |  |  |       |  |  |                |  |  |                        |  |
| Giovanna di Valois     |                       | Giovanna di Borgogna   |                           |  |  |       |  |  |                |  |  |                        |  |
|                        |                       | Giovanni I di Boemia   | Enrico VII di Lussemburgo |  |  |       |  |  |                |  |  |                        |  |
|                        |                       | Giovanni I di Boemia   | Enrico VII di Lussemburgo |  |  |       |  |  |                |  |  |                        |  |
|                        |                       | Giovanni I di Boemia   | Margherita di Brabante    |  |  |       |  |  |                |  |  |                        |  |
| Bona di Lussemburgo    |                       | Giovanni I di Boemia   |                           |  |  |       |  |  |                |  |  |                        |  |
|                        |                       | Elisabetta di Boemia   | Venceslao II di Boemia    |  |  |       |  |  |                |  |  |                        |  |
|                        |                       | Elisabetta di Boemia   | Venceslao II di Boemia    |  |  |       |  |  |                |  |  |                        |  |
|                        |                       | Elisabetta di Boemia   | Guta d'Asburgo            |  |  |       |  |  |                |  |  |                        |  |
|                        |                       | Elisabetta di Boemia   |                           |  |  |       |  |  |                |  |  |                        |  |